# 아싸 커뮤니케이션
아싸 커뮤니케이션(아싸컴즈)(ASSA Communication)은 대한민국의 힙합 레이블 및 엔터테인먼트이며 아웃사이더가 설립하였다. 아싸 커뮤니케이션은, 2011년 10월 블록버스터 레코드가 해체되면서 설립되었다.
2016년에 오앤오 엔터테인먼트에 인수 합병되었다.

## 연혁

### 2006년
- 2006년 9월 블록버스터 레코드 공식 출범
- 2006년 10월 11일 Deffinite 1집 "D-Code" 제작 및 발매
- 2006년 11월 19일 Deffinite 앨범 쇼케이스, Blockbuster Live Show Vol.1(CLUB CARGO)

### 2007년
- 2007년 1월 9일 Brown Sugar 프로듀싱 앨범 "T.U.N.E" 제작 및 발매
- 2007년 2월 3일 Brown Sugar 앨범 쇼케이스, Blockbuster Live Show Vol.2(CLUB TRAIN)
- 2007년 4월 18일 Brown Sugar "T.U.N.E" Instrumental 앨범 제작 및 발매
- 2007년 10월 25일 Outsider 1집 "Solioquist" 공동 기획

### 2008년
- 2008년 5월 4일~5월 5일 MC Sniper & Outsider "Run & Run" Concert(KT&G 상상마당)
- 2008년 6월 4일 Swagger 1집 "Hello New World" 제작 및 발매
- 2008년 8월 3일 Swagger 앨범 쇼케이스, Blockbuster Live Show Vol.3(CLUB CATCH)
- 2008년 12월 22일 Sunday 2PM 디지털 싱글 "모르겠어" 제작 및 발매

### 2009년
- 2009년 6월 1일 Outsider 2집 "Maestro" 공동 기획
- 2009년 8월 21일~8월 22일 Outsider 1st Concert "Maestro"(KT&G 상상마당)

### 2010년
- 2010년 3월 9일 Outsider 2.5집 "주변인: The Outsider" 공동 기획
- 2010년 4월 15일 LMNOP EP 앨범 "Sensibility & Stimulus: 감성자극제" 제작 및 발매

## 소속 연예인 및 프로듀서, 에이전시
| - 아웃사이더(CEO, 아티스트) - 타이미(아티스트) - 투탁(아티스트) - 콴(아티스트) - 투에이치(아티스트) - 에이에이(아티스트) - 김지환(Last Nite)(프로듀서) - 장영찬(YC)(프로듀서) - 박지훈(D.A.)(프로듀서) - 변상원(EachOne)(프로듀서) - 김기현(Cosmic Sound)(프로듀서) - 강준모(JA)(프로듀서) - 서동현(Mildbeats)(프로듀서) - 노태희(NODO)(프로듀서) - 구본정(Bonfa)(프로듀서) - 최수산나(프로듀서) - 이정훈(Brown Sugar)(프로듀서) - 박용진(Carry Diamond)(프로듀서) - 문규혁(프로듀서) - 김용회(D-Wagger)(프로듀서) - 조재석(프로듀서) - 이지호(프로듀서) - 김태중(프로듀서) - 조기윤(Kyfish)(프로듀서) - 유준성(DOZ)(프로듀서) - 이기욱(DOZ)(프로듀서) - 신옥철(Outsider)(프로듀서) - 곽권(Kuan)(프로듀서) - 김준성(Curious)(프로듀서) - 비보이팀 에이전시 겜블러 크루(Gambler Crew) - 비보이팀 에이전시 티아이피 크루(TIP Crew) - 비보이팀 에이전시 라스트 포 원(Last For One) - 비보이팀 에이전시 애니메이션 크루(Animation Crew) - 비보이팀 에이전시 에스플라바(S-Flava) - 팬타코 라이브 퍼포먼스 에이전시 관(觀) 무용단 - 팬타코 라이브 퍼포먼스 에이전시 팬타코 더블스 - 팬타코 라이브 퍼포먼스 에이전시 해빛소리 | - 만화작가 김수용(KimSuYong) - 만화작가 이태호(LeeTaeHo) |

## 아티스트별 발매 앨범

### 아웃사이더(Outsider)
- 2004년 1월 6일 EP Come Outside
- 2006년 2월 14일 싱글 Speed Star
- 2007년 10월 25일 정규 Solioquist
- 2009년 6월 1일 정규 Maestro
- 2010년 3월 2일 EP 주변인: The Outsider
- 2010년 10월 21일 정규 주인공
- 2013년 6월 26일 싱글 슬피우는 새 (Feat. 이수영)
- 2013년 7월 23일 싱글 Rebirth Outsider
- 2014년 5월 2일 싱글 손
- 2015년 1월 8일 싱글 Star Warz (별들의 전쟁)
- 2015년 2월 5일 싱글 문신
- 2015년 3월 12일 정규 오만과 편견 (Pride & Prejudice)

### 타이미(Tymee)
- 2003년 9월 14일 네퍼 싱글앨범 Napper(H-intro)
- 2009년 6월 25일 이비아 미니앨범 e.via a.k.a. happy e.vil
- 2009년 8월 4일 이비아 싱글앨범 Motiphie Meets e.via!
- 2010년 4월 29일 이비아 미니앨범 Must Have Mini Album
- 2010년 10월 8일 이비아 미니앨범 비아폴라 (Via Polar)
- 2011년 7월 21일 이비아 미니(MINI) 공동앨범 RH- 5th Mirro Of My Soul
- 2012년 4월 26일 이비아 미니앨범 E.Viagradation Part 1 (Black & Red)
- 2012년 5월 22일 이비아 싱글앨범 0.1
- 2012년 9월 6일 이비아 싱글앨범 난 좀 놀 줄 아는걸
- 2012년 12월 11일 이비아 싱글앨범 이비아 겨울이야기 (이비아 X Trabler)
- 2013년 12월 12일 싱글 한강 위에서 (On The River)
- 2014년 4월 10일 싱글 라이징 스타
- 2014년 7월 10일 싱글 꽃 (Super Flower)
- 2015년 6월 25일 싱글 사랑은

### 투탁(2TAK)
- 2010년 2월 22일 싱글 Explosion (Single)
- 2011년 12월 9일 식스이즈 EP Beatronic
- 2013년 4월 24일 투탁, 투에이치 싱글앨범 Keep Independent
- 2013년 12월 18일 EP Before Christ
- 2014년 5월 28일 싱글 연산군

### 콴(Kuan)
- 2009년 2월 24일 올댓 정규앨범 1집 Touch Me
- 2009년 9월 3일 올댓 EP 이별 (EP)
- 2010년 3월 3일 올댓 EP Love Jam (EP)
- 2010년 12월 8일 올댓 정규앨범 2집 Love Me
- 2011년 5월 6일 올댓 Instrumental 앨범 Love Me Instrumental
- 2011년 8월 31일 올댓, 팔로알토 공동앨범 Cinderella
- 2011년 11월 16일 올댓 디지털 싱글앨범 Touch Me Remix
- 2012년 12월 28일 싱글 Coffee Maker
- 2015년 6월 22일 싱글 Rockstar

### 투에이치(Two H)
- 2011년 12월 9일 식스이즈 EP Beatronic
- 2013년 4월 24일 투탁, 투에이치 싱글앨범 Keep Independent

## 연관소속사(레이블)
- 브랜뉴뮤직
- AOMG
- 저스트뮤직
- 일리네어 레코즈
- YG 엔터테인먼트
- YMC 엔터테인먼트
- 오앤오 엔터테인먼트